# Paul Ziemiak
Paul Ziemiak, né le 6 septembre 1985 à Szczecin, est un homme politique allemand. Entre 2014 et 2018, il est le président de la Junge Union. Il est secrétaire général de la CDU de 2018 à 2022. Il est député fédéral depuis 2017.